# Živa Čopi
Živa Čopi, slovenska rokometašica, * 5. avgust 1998.
Živa je članica ŽRK Krka in slovenske reprezentance.
Bila je vpoklicana v reprezentanco za nastop na svetovnem prvenstvu 2017, vendar pa na koncu na prvenstvu ni nastopila. Za Slovenijo je nato nastopila na evropskem prvenstvu 2020.